# Etlingera aurantia
Etlingera aurantia är en enhjärtbladig växtart som beskrevs av Axel Dalberg Poulsen. Etlingera aurantia ingår i släktet Etlingera och familjen Zingiberaceae. Inga underarter finns listade i Catalogue of Life.